# 石川翔子
石川 翔子（いしかわ しょうこ、英語: Shoko Ishikawa, 1990年5月12日 - ）は、東京都出身の日本の元フィギュアスケート選手（女子シングル）。
2009年、2011年NHK杯出場、2010年NRW杯優勝、2011年冬季ユニバシアード5位。

## 経歴
日本橋女学館高等学校、明治大学卒業。
小学2年のときに昭和の森スケートリンク（昭島市）でスケートを始めた。2001年全日本ノービス選手権Aクラスで14位となる。2002年に全国有望新人発掘合宿に参加した。翌2003-2004シーズンからジュニアクラスへ進んだ。
2005-2006年シーズンの全日本ジュニア選手権で6位となった後、2006年にホームリンクが閉鎖し、首都圏のリンクを転々とすることを余儀なくされた。2006年-2007年シーズンからISUジュニアグランプリに参戦する。
2007年5月から岡島功治に師事し、同年の全日本ジュニア選手権では3位となる。推薦出場した第76回全日本選手権では8位となり、同選手権初出場の選手中最も順位の高い選手に贈られる新人賞を獲得した。2008年の全日本ジュニア選手権は6位。左足首のケガで練習不足だったという。
2009-2010年シーズンよりシニアクラスに移行し、初出場となったグランプリシリーズNHK杯では10位に留まった。
2011-2012年シーズン、練習場所が同じで親交のあった荒川静香にフリースケーティングの振り付けを依頼、荒川の振り付け師としてのデビュー作であり話題となった。
2013-2014年シーズンで引退を決めていたが5月に左足首を骨折し、シーズンを棒に振ってしまった。その後もアルバイトをしながら競技を続け、最後のシーズンとして臨んだ2014-2015シーズンの第83回全日本フィギュアスケート選手権をもって現役を引退した。

## 技術・演技
5種類の3回転ジャンプと身体を大きく使ったスケーティングを持ち味としていた。

## 主な戦績
| 大会/年              | 03-04 | 04-05 | 05-06 | 06-07 | 07-08 | 08-09 | 09-10 | 10-11 | 11-12 | 12-13 | 14-15 |
| -------------------- | ----- | ----- | ----- | ----- | ----- | ----- | ----- | ----- | ----- | ----- | ----- |
| 全日本選手権         |       |       |       |       | 8     |       | 26    | 9     | 15    | 26    | 19    |
| GPNHK杯              |       |       |       |       |       |       | 10    |       | 10    |       |       |
| ネペラ記念           |       |       |       |       |       |       |       |       | 2     |       |       |
| 冬季ユニバーシアード |       |       |       |       |       |       |       | 5     |       |       |       |
| NRW杯                |       |       |       |       |       |       |       | 1     |       |       |       |
| クリスタルスケート   |       |       |       |       |       |       | 3     |       |       |       |       |
| 全日本Jr.選手権      | 11    | 22    | 6     | 12    | 3     | 6     |       |       |       |       |       |
| JGPスケートサファリ  |       |       |       |       |       | 4     |       |       |       |       |       |
| JGPチェコスケート    |       |       |       |       |       | 4     |       |       |       |       |       |
| JGPタリン杯          |       |       |       |       | 5     |       |       |       |       |       |       |
| JGPブダペスト        |       |       |       | 5     |       |       |       |       |       |       |       |

### 詳細
| 2014-2015 シーズン    |                                              |          |          |           |
| 開催日                | 大会名                                       | SP       | FS       | 結果      |
| 2014年12月25日 - 28日 | 第83回全日本フィギュアスケート選手権（長野） | 22 44.98 | 17 90.01 | 19 134.99 |

| 2012-2013 シーズン    |                                              |          |    |      |
| 開催日                | 大会名                                       | SP       | FS | 結果 |
| 2012年12月20日 - 24日 | 第81回全日本フィギュアスケート選手権（札幌） | 26 40.56 | -  | 26   |

| 2011-2012 シーズン      |                                                    |          |          |           |
| 開催日                  | 大会名                                             | SP       | FS       | 結果      |
| 2011年12月22日 - 25日   | 第80回全日本フィギュアスケート選手権（門真）       | 14 47.62 | 16 86.04 | 15 133.66 |
| 2011年11月10日 - 13日   | ISUグランプリシリーズ NHK杯（札幌）                | 10 45.07 | 10 77.07 | 10 122.14 |
| 2011年9月28日 - 10月2日 | 2011年オンドレイネペラメモリアル（ブラチスラヴァ） | 2 46.88  | 3 88.67  | 2 135.55  |

| 2010-2011 シーズン       |                                              |          |          |          |
| 開催日                   | 大会名                                       | SP       | FS       | 結果     |
| 2011年1月30日 - 2月5日   | ユニバーシアード冬季競技大会（エルズルム）   | 4 49.90  | 8 81.40  | 5 131.30 |
| 2010年12月24日 - 27日    | 第79回全日本フィギュアスケート選手権（長野） | 10 49.04 | 6 100.59 | 9 149.63 |
| 2010年11月30日 - 12月5日 | 2010年NRW杯（ドルトムント）                  | 1 54.33  | 2 92.26  | 1 146.59 |

| 2009-2010 シーズン    |                                              |          |          |           |
| 開催日                | 大会名                                       | SP       | FS       | 結果      |
| 2009年12月26日-27日   | 第78回全日本フィギュアスケート選手権（門真） | 26 39.54 | -        | 26        |
| 2009年11月28日-29日   | 2009年クリスタルスケート（ガラツィ）         | 2 52.92  | 3 86.99  | 3 139.91  |
| 2009年11月5日-11月8日 | ISUグランプリシリーズ NHK杯（長野）          | 10 44.28 | 11 75.35 | 10 119.63 |

| 2008-2009 シーズン      |                                                        |         |          |          |
| 開催日                  | 大会名                                                 | SP      | FS       | 結果     |
| 2008年11月23日-11月24日 | 第77回全日本フィギュアスケートジュニア選手権（名古屋） | 9 46.74 | 7 88.78  | 6 135.52 |
| 2008年10月8日-12日      | ISUジュニアグランプリ スケートサファリ（ケープタウン） | 1 53.52 | 10 74.90 | 4 128.42 |
| 2008年9月17日-21日      | ISUジュニアグランプリ チェコスケート（オストラヴァ）   | 3 50.09 | 3 83.45  | 4 133.54 |

| 2007-2008 シーズン  |                                                      |         |         |          |
| 開催日              | 大会名                                               | SP      | FS      | 結果     |
| 2008年3月6日-9日    | 2008年エイゴンチャレンジ杯（ハーグ）                 | 2 44.84 | 2 90.14 | 2 134.98 |
| 2007年12月26日-28日 | 第76回全日本フィギュアスケート選手権（大阪）         | 8 50.10 | 7 92.47 | 8 142.57 |
| 2007年11月24日-25日 | 第76回全日本フィギュアスケートジュニア選手権（仙台） | 9 41.56 | 2 89.40 | 3 130.96 |
| 2007年9月20日-22日  | ISUジュニアグランプリ タリン杯（タリン）             | 3 44.32 | 5 74.66 | 5 118.98 |

| 2006-2007 シーズン   |                                                      |         |          |           |
| 開催日               | 大会名                                               | SP      | FS       | 結果      |
| 2006年11月25日-26日  | 第75回全日本フィギュアスケートジュニア選手権（広島） | 2 45.04 | 18 63.23 | 12 108.27 |
| 2006年8月31日-9月3日 | ISUジュニアグランプリ ブダペスト（ブダペスト）       | 2 41.01 | 6 63.72  | 5 104.73  |

| 2003-2006 シーズン  |                                                      |          |          |          |
| 開催日              | 大会名                                               | SP       | FS       | 結果     |
| 2005年12月10日-11日 | 第74回全日本フィギュアスケートジュニア選手権（長野） | 4 46.16  | 6 80.50  | 6 126.66 |
| 2004年11月20日-21日 | 第73回全日本フィギュアスケートジュニア選手権（大阪） | 23 32.64 | 22 54.71 | 22 87.35 |
| 2003年11月22日-23日 | 第72回全日本フィギュアスケートジュニア選手権（京都） | 10       | 11       | 11       |

## プログラム
| シーズン  | SP                                                                                             | FS                                                                             | EX                                             |
| --------- | ---------------------------------------------------------------------------------------------- | ------------------------------------------------------------------------------ | ---------------------------------------------- |
| 2014-2015 | メモリーズ・オブ・ゲイシャ 振付：宮本賢二                                                      | ミス・サイゴン 振付：荒川静香 仲谷静香                                         |                                                |
| 2012-2013 | アイス・クイーン by Paul Dinletir 振付：佐藤紀子                                               | ヴァイオリン協奏曲 作曲：ピョートル・チャイコフスキー 振付：佐藤紀子           |                                                |
| 2011-2012 | La Rosa (Tango) 振付：宮本賢二                                                                 | ミス・サイゴン 作曲：クロード＝ミシェル・シェーンベルク 振付：荒川静香         |                                                |
| 2010-2011 | アイス・クイーン by Paul Dinletir 振付：佐藤紀子                                               | ヴァイオリン協奏曲 作曲：ピョートル・チャイコフスキー 振付：佐藤紀子           | -                                              |
| 2009-2010 | インカンテーション（シルク・ドゥ・ソレイユのキダムより） 作曲：ベノワ・ジュトラ 振付：佐藤紀子 | ヴァイオリン協奏曲 作曲：ピョートル・チャイコフスキー 振付：佐藤紀子           | -                                              |
| 2008-2009 | インカンテーション（シルク・ドゥ・ソレイユのキダムより） 作曲：ベノワ・ジュトラ 振付：佐藤紀子 | 映画『タイタニック』サウンドトラック 作曲：ジェームズ・ホーナー 振付：佐藤紀子 | -                                              |
| 2007-2008 | Vamo' Alla Flamenco ゲーム『ファイナルファンタジーIX』より 作曲：植松伸夫                      | 映画『タイタニック』サウンドトラック 作曲：ジェームズ・ホーナー 振付：佐藤紀子 | Anytime, Anywhere ボーカル：サラ・ブライトマン |
| 2005-2006 | 革命のエチュード 作曲：フレデリック・ショパン                                                  | テレビドラマ『大奥』サウンドトラック                                           | -                                              |